# 중계로
중계로는 청암고교 사거리에서 공릉터널을 잇는 도로이다.

## 역사
- 1998년 4월 17일에 무수동길(공릉터널-청암고교 2.47 km)로 명명됨
- 2010년 도로명주소 개정으로 중계로로 변경

## 구간
공릉터널-무수동지하차도-수암초교-불암초교-은행사거리-청암고교